# Орловка (Колпашевский район)
Орловка — исчезнувшая деревня в Колпашевском районе Томской области. На момент упразднения входила в состав Саровского сельсовета. Упразднена в 1972 году.

## География
Деревня располагалась на правом берегу протоки Орловская реки Обь, напротив острова Королевский, в 9 км (по прямой) к северо-западу от посёлка Большая Саровка.

## История
Деревня была основана в 1922 г. В 1928 году деревня состояла из 10 хозяйств. В административном отношении входила в состав Ново-Ильинского сельсовета Колпашевского района Томского округа Сибирского края.
В 1960 - 1966 годах в Тискинском сельсовете.
Решением № 187 Томского облисполкома от 20 июля 1972 г. деревня Орловка исключена из учётных данных.

## Население
| 1926 | 1939 | 1952 | 1959 | 1970 |
| ---- | ---- | ---- | ---- | ---- |
| 83   | ↘33  | ↗48  | ↗69  | ↘0   |

В 1926 году основным населением деревни были русские.